# Маркус Зедер
Маркус Томас Теодор Зедер (Нирнберг, 5. јануар 1967) је немачки политичар који служи као Министар-председник Баварске од 2018. године.